# Chinchilla (miasto)
Chinchilla – miasto w Australii, w stanie Queensland.